# Chelidura euxina
Chelidura euxina – gatunek skorka z rodziny skorkowatych i podrodziny Anechurinae.
Gatunek ten opisany został po raz pierwszy w 1907 roku przez Andrieja Siemionowa-Tian-Szanskiego jako Anechura euxina.
Skorek ten ma stosunkowo krępe ciało, osiągające od 12 do 17 mm długości mierzonej wraz ze szczypcami. Przedplecze jest poprzeczne. Pod szczątkowymi pokrywami brak jest skrzydeł tylnej pary. Odnóża są stosunkowo krótkie. Przysadki odwłokowe (szczypce) samca są w widoku bocznym niefaliste i mają ramiona uzbrojone w ząbki lub listewki na krawędziach wewnętrznych. Poprzeczne pygidium samca jest widoczne z zewnątrz, nieukryte oraz ma niewygięty ku górze szczyt. Narządy rozrodcze samca są szerokie, o dobrze rozwiniętych i długich paramerach zewnętrznych oraz z krótką virgą zaopatrzoną w niefalisty, ale stopniowo rozszerzony i doodbytowo zakrzywiony pęcherzyk nasadowy i zesklerotyzowaną płytką przyległą w płacie genitalnym. Przednia krawędź płatu genitalnego nie jest zaokrąglona jak u C. russica.
Owad palearktyczny, znany z południowoeuropejskiej części Rosji i zachodniej części KaukazuBŁĄD.